# Slowakije op de Olympische Winterspelen 2006
Tijdens de Olympische Winterspelen van 2006 die in Turijn werden gehouden nam Slowakije voor de vierde keer deel aan de Winterspelen.
De enige medaille, een zilveren, werd door snowboarder Radoslav Židek gewonnen. Slowakije eindigde daarmee op een 21e plaats in het medailleklassement.

## Medailles
| Sport       | Naam           | Discipline    | Medaille |
| ----------- | -------------- | ------------- | -------- |
| Snowboarden | Radoslav Židek | Cross, mannen | Zilver   |

## Deelnemers
Aan de negen sporten waarop Slowakije uitkwam namen 61 deelnemers deel, 48 mannen en 13 vrouwen.
| Sport | Aantal | Mannen                                                                        | Vrouwen                                                                            |
| --- | ------ | ----------------------------------------------------------------------------- | ---------------------------------------------------------------------------------- |
| Alpineskiën | 6      | Jaroslav Babušiak Ivan Heimschild                                             | Jana Gantnerová Eva Hučková Soňa Maculová Veronika Zuzulová                        |
| Biatlon | 10     | Pavol Hurajt Matej Kazár Marek Matiaško Miroslav Matiaško Dušan Šimočko       | Janka Gereková Martina Halinárová Soňa Mihoková Anna Murínová Marcela Pavkovčeková |
| Bobsleeën | 5      | Andrej Benda Milan Jagnešák Róbert Kresťanko Branislav Prieložný Viktor Rájek |                                                                                    |
| Langlaufen | 6      | Martin Bajčičák Ivan Bátory Michal Malák Martin Otčenáš                       | Katarína Garajová Alena Procházková                                                |
| Rodelen | 6      | Walter Marx Ľubomír Mick Jozef Ninis Jaroslav Slávik                          | Veronika Sabolová Jana Šišajová                                                    |
| Schansspringen | 1      | Martin Mesík                                                                  |                                                                                    |
| Snowboarden | 1      | Radoslav Židek                                                                |                                                                                    |
| Shorttrack | 1      | Matúš Užák                                                                    |                                                                                    |
| IJshockey | 25     | Olympisch team *                                                              |                                                                                    |
| * Ľuboš Bartečko / Peter Bondra / Peter Budaj / Zdeno Chára / Pavol Demitra Marián Gáborík / Dominik Graňák / Michal Handzuš / Marcel Hossa / Marián Hossa Milan Jurčina / Richard Kapuš / Karol Križan / Ján Lašák / Ivan Majeský Andrej Meszároš / Ronald Petrovický / Martin Štrbák / Jozef Stümpel / Radoslav Suchý Miroslav Šatan / Tomáš Surový / Marek Svatoš / Ľubomír Višňovský / Richard Zedník |        |                                                                               |                                                                                    |

Albanië · Algerije · Amerikaanse Maagdeneilanden · Andorra · Argentinië · Armenië · Australië · Azerbeidzjan · België · Bermuda · Bosnië en Herzegovina · Brazilië · Bulgarije · Canada · Chili · China · Chinees Taipei · Costa Rica · Cyprus · Denemarken · Duitsland · Estland · Ethiopië · Finland · Frankrijk · Georgië · Griekenland · Groot-Brittannië · Hongarije · Hongkong · Ierland · IJsland · India · Iran · Israël · Italië · Japan · Kazachstan · Kenia · Kirgizië · Kroatië · Letland · Libanon · Liechtenstein · Litouwen · Luxemburg · Macedonië · Madagaskar · Moldavië · Monaco · Mongolië · Nederland · Nepal · Nieuw-Zeeland · Noord-Korea · Noorwegen · Oekraïne · Oezbekistan · Oostenrijk · Polen · Portugal · Roemenië · Rusland · San Marino · Senegal · Servië en Montenegro · Slovenië · Slowakije · Spanje · Tadzjikistan · Thailand · Tsjechië · Turkije · Venezuela · Verenigde Staten · Wit-Rusland · Zuid-Afrika · Zuid-Korea · Zweden · Zwitserland